# Тройная граница (фильм)
«Тройная граница» (англ. Triple Frontier) — американский боевик-триллер 2019 года, снятый режиссёром Джей Си Чендором, который также написал сценарий в соавторстве с Марком Боулом.  В центре сюжета  группы бывших оперативников спецподразделения «Дельта» армии США, сыгранных Беном Аффлеком, Оскаром Айзеком, Чарли Ханнэмом, Гарретом Хедлундом и Педро Паскалем, которые снова объединяются, чтобы ограбить южноамериканского наркобарона Габриэля Мартина Лореа. Фильм был выпущен в кинотеатрах 6 марта 2019 года, а 13 марта 2019 года состоялся цифровой релиз на Netflix. 

## Сюжет
В центре сюжета — пятеро бывших спецназовцев, которые устали от своей обычной жизни после службы. Они решают объединиться для ограбления влиятельного наркобарона в малонаселенной зоне «Тройной границы» (район стыка границ Парагвая, Аргентины и Бразилии), известной как рассадник организованной преступности. Их цель — забрать огромную сумму денег. Однако, после успешного ограбления, события начинают развиваться совсем не так, как они планировали, и бывшие солдаты сталкиваются со множеством непредвиденных трудностей, проверяющих их на прочность, верность и человечность.

## В главных ролях
- Бен Аффлек в роли Тома «Redfly» Дэвиса
- Оскар Айзек в роли Сантьяго «Pope» Гарсии
- Чарли Ханнэм в роли Уильяма «Ironhead» Миллера
- Гаррет Хедлунд в роли Бенджамина «Ben / Benny» Миллера
- Педро Паскаль в роли Франциско «Catfish» Моралеса
- Адриа Архона в роли Йованны

## Производство
В 2010 году было озвучено, что фильм «Тройная граница» по сценарию Боула будет снимать Кэтрин Бигелоу, съемки начнутся в 2011 году. На главные роли планировалось пригласить Тома Хэнкса и Джонни Деппа: переговоры с актерами начались в октябре 2010 года, в ноябре Хэнкс был официально утверждён на роль. Но Бигелоу и Боул решили снимать «Цель номер один», и  из-за возникшего конфликта в расписании фильм «Тройная граница» был отменён. 
В июне 2015 года было объявлено, что после окончательного (она хотела сосредоточиться на фильме о сержанте Роберте «Боу» Бергдале, от которого тоже отказалась в пользу «Детройта») ухода Бигелоу, из проекта, Чендор ведёт с Paramount Pictures переговоры о режиссуре. На главные роли рассматривались Хэнкс и Уилл Смит. Продюсировать фильм под рабочим названием Sleeping Dogs должны были Чарльз Ровен и Алекс Гартнер через Atlas Entertainment. В сентябре 2015 года Чендор официально подписал контракт на режиссуру фильма. 20 января 2016 года появились новости, что Депп ведёт предварительные переговоры об участии. Участие Хэнкса не было подтверждено, а Смит ушёл из из-за конфликта в расписании со съёмками «Призрачной красоты». 
В январе 2017 года сообщалось, что переговоры о присоединении к фильму ведут Ченнинг Татум и Том Харди, а Депп и Хэнкс больше не претендуют на роли. В феврале 2017 года к актерскому составу присоединился Махершала Али, Татум и Харди также официально подписали контракт.  12 апреля 2017 года, за месяц до начала съемок, появилось сообщение, что Paramount прекратила работу над фильмом «Тройная граница»: Татум и Харди больше не входят в актерский состав, хотя Али и Адриа Архона оставались закреплены за проектом. 
1 мая 2017 года появилась новость, что Netflix ведёт переговоры о приобретении прав на фильм. При этом Бен Аффлек и Кейси Аффлек ведут переговоры о ролях, освобождённых Харди и Татумом, а Али и Архона остаются на уже согласованных позициях.  Бен Аффлек покинул фильм в начале июля 2017 года по личным причинам. 
26 июля 2017 года сообщалось, что о присоединении к фильму в роли, которую освободил Аффлек, ведёт переговоры Марк Уолберг. Также идут переговоры по другим ролям с Чарли Ханнэмом, Гарретом Хедлундом и Педро Паскалем, а Архона всё ещё остаётся в проекте. Основное производство должно было начаться в августе 2017 года на Гавайях и в Колумбии. 
19 марта 2018 года было объявлено, что основное производство фильма начнётся 26 марта 2018 года в Оаху, Гавайи. Бен Аффлек снова подписал контракт на главную роль, вместе с Оскаром Айзеком, Ханнэмом, Хедлундом, Паскалем и Архоной. Махершала Али был вынужден покинуть проект, когда производство было отложено. 

## Премьера
Мировая премьера фильма прошла 3 марта 2019 года в Нью-Йорке. Фильм вышел в ограниченный прокат и был показан в избранных кинотеатрах 6 марта, а 13 марта состоялся его всемирный цифровой релиз на стриминговом сервисе Netflix. 16 апреля 2019 года Netflix объявил, что за первый месяц фильм посмотрело более 52 миллионов зрителей, к 5 июля 2019 года — более 63 миллионов. 

## Критика
На сайте-агрегаторе рецензий Rotten Tomatoes 71% из 140 рецензий критиков положительные, со средней оценкой 6,4/10. Общее мнение: «Выдающийся актерский состав и амбициозная история помогают «Тройной границе» преодолеть неровное повествование и поднять конечный результат над переполненным полем мрачных и суровых триллеров об ограблениях». Metacritic присвоил фильму 61 балл из 100 на основе 26 рецензий критиков, что указывает на «в целом благоприятные» рецензии. 
Ричард Ропер в своей статье для Chicago Sun-Times оценил фильм в три с половиной звезды из четырех: «От режиссуры до сценария, от элементов производства до актерской игры, «Тройная граница» — первоклассная поездка». Крис Нашавати из Entertainment Weekly дал фильму оценку «B» и написал: «достаточно сказать, что Чандор, Боул и их грубая банда настоящих мужчин никогда не позволяют себе расслабиться. Может, среди воров и нет чести, но «Тройная граница» определенно делает наблюдение за ними довольно увлекательным».